# Ludwig Ferdinand Hesse
Pour les articles homonymes, voir Hesse.
Ludwig-Ferdinand Hesse, né le 23 janvier 1795 à Belgard et mort le 8 mai 1876 à Berlin, est un maître d'œuvre prussien, architecte de la cour et peintre qui a travaillé à Berlin et principalement à Potsdam.

## Biographie
Ludwig Ferdinand Hesse est le troisième enfant du maître boucher et fermier Johann Georg Hesse et de sa femme Dorothea Maria, née Nöske, à Belgard, en Poméranie. Après le décès de sa mère, il est placé à l'âge de 13 ans chez un oncle qui est arpenteur. Avec lui, Hesse reçoit une formation de géomètre et des cours de dessin d'architecture et de plan. Après un emploi au gouvernement à Köslin, il fait son service militaire à Berlin de 1819 à 1820 tout en étudiant à l'académie d'architecture de Berlin et à l'université, qu'il termine en avril 1820 avec l'examen d'arpenteur.
Après ses études, il occupe un poste de conducteur dans la commission ministérielle de la construction, d'abord auprès du superviseur du bâtiment Johann Gottlieb Schlaetzer (de) et après la mort de Schlaetzer en 1824 avec Johann Friedrich Moser (de). Il réussit le deuxième examen de maître d'œuvre en juin 1825 devant une commission d'examen du département des travaux publics en juin 1825 avec le fameux « Examen de l'art de la construction ». Les voyages d'études qui suivent le conduisent en 1828 en Autriche, dans les états allemands du Sud et sur le Rhin, afin d'acquérir des connaissances sur les structures voûtées en tant que membre de la direction de la construction de l'église de Friedrichswerder. À partir de 1828, il achève la construction de l'église sous la direction de Karl Friedrich Schinkel.
Un emploi à Potsdam en tant qu'ingénieur des chemins, responsable des chaussées vers Berlin et Charlottenburg, suit à partir du 1ier août 1830 et, le 1ier septembre 1831, le poste d'inspecteur des travaux à la commission ministérielle de construction de Berlin, où il est promu inspecteur des travaux de la cour en 1832. Pour se perfectionner, il entreprend de 1834 à 1835 d'autres voyages d'études dans la péninsule italienne, en Sicile, en France, en Belgique, en Angleterre, en Irlande et en Écosse, ainsi que de 1838 à 1839 en Russie, en Finlande, en Suède et au Danemark. Au cours de ses voyages, il réalise des esquisses d'architecture, des peintures de paysages à l'huile et des études de têtes, dont certaines sont présentées lors d'expositions de l'Académie de Berlin.
En 1844, Frédéric-Guillaume IV le fait venir à Potsdam, où il travaille au service d'architecture de la cour jusqu'en 1863. Outre des commandes pour la construction de villas privées, Hesse conçoit des dessins d'après les esquisses du roi pour l'embellissement architectural de la ville de résidence et du parc de Sanssouci. En raison du manque de moyens financiers, tous les plans du « romantique sur le trône » ne peuvent cependant pas être réalisés. Hesse collabore avec des architectes renommés de son époque, tels que Ludwig Persius et Friedrich August Stüler, mais construisit également des bâtiments selon ses propres plans. Le 16 janvier 1847, il est nommé conseiller d'architecture de la cour et le 12 janvier 1859, conseiller d'architecture de la cour supérieure. Hesse publie ses connaissances en 1854 sous les titres Sanssouci et ses architectures sous Frédéric Guillaume IV et Exécution de bâtiments d'habitation ruraux, ainsi qu'en 1855, Exécution de bâtiments d'habitation urbains à Berlin. En 1862, il se rend à nouveau à Londres et à Paris à des fins d'étude et se voit confier la même année le portefeuille de l'urbanisme de Berlin. Après la mort de Friedrich August Stüler, il lui succède en 1865 en tant que directeur de la commission de construction du château de Berlin et reçoit le 6 mai la nomination de Geheimer Oberhofbaurat.
La résidence principale de Ludwig Ferdinand Hesse est à Berlin, où il épouse le 30 décembre 1826, à l'église de la Trinité de Berlin-Friedrichstadt, la fille adoptive de 18 ans de son ancien patron Johann Gottlieb Schlaetzer. De son mariage avec Pauline Marie Schön, adoptée par Schlaetzer, naissent six enfants, dont deux meurent peu après leur naissance. Ses deux fils, Carl (de), né en 1827, et Rudolf (de), né en 1829, apprennent plus tard le métier de leur père. Les Hesse habitent d'abord pendant deux ans dans l'actuelle Taubenstraße, puis s'installent en 1828 dans la maison familiale de Pauline, au 100 Wilhelmstraße, dont elle hérite en 1846. Il est l'oncle maternel du célèbre médecin, anthropologue et homme politique Rudolf Virchow. Pendant les premières années de Virchow à Berlin en tant qu'étudiant en médecine, il est une personne de référence importante, car il l'introduit dans la bourgeoisie berlinoise.
Pauline Hesse est décédée en 1860 à l'âge de 53 ans, Ludwig Ferdinand Hesse en 1876 à l'âge de 81 ans d'une attaque cérébrale, peu après une visite de construction du bâtiment du Konzerthaus de Berlin sur Gendarmenmarkt. L'inhumation a lieu dans une tombe héréditaire au cimetère de la Trinité I devant la porte de Halle. La tombe murale a été conservée, — dans un état restauré et complété.
La ville de Potsdam l'honore en 1927 dans la banlieue de Nauen avec la Hessestrasse.

## Adhésions
- 1825 Membre de la "Association des artistes berlinois"
- 1838 Membre de la section technique de la Charité
- 1843 Membre de l'Académie des arts de Berlin
- 1846 Membre de l'Association des architectes de Berlin (adhésion le 4 avril en membre n°591)
- 1852 Président de l'entreprise de construction de la Fondation Alexandra
- 1866 Nommé au Sénat de l'Académie des Arts
- 1866 Membre correspondant de l'Académie des Beaux-Arts, section d'Architecture, Paris
- 1871 à 1873 Président de la "Société immobilière sans but lucratif de Berlin" fondée en 1847 par Friedrich August Stüler

## Bâtiments (sélection)

### Berlin

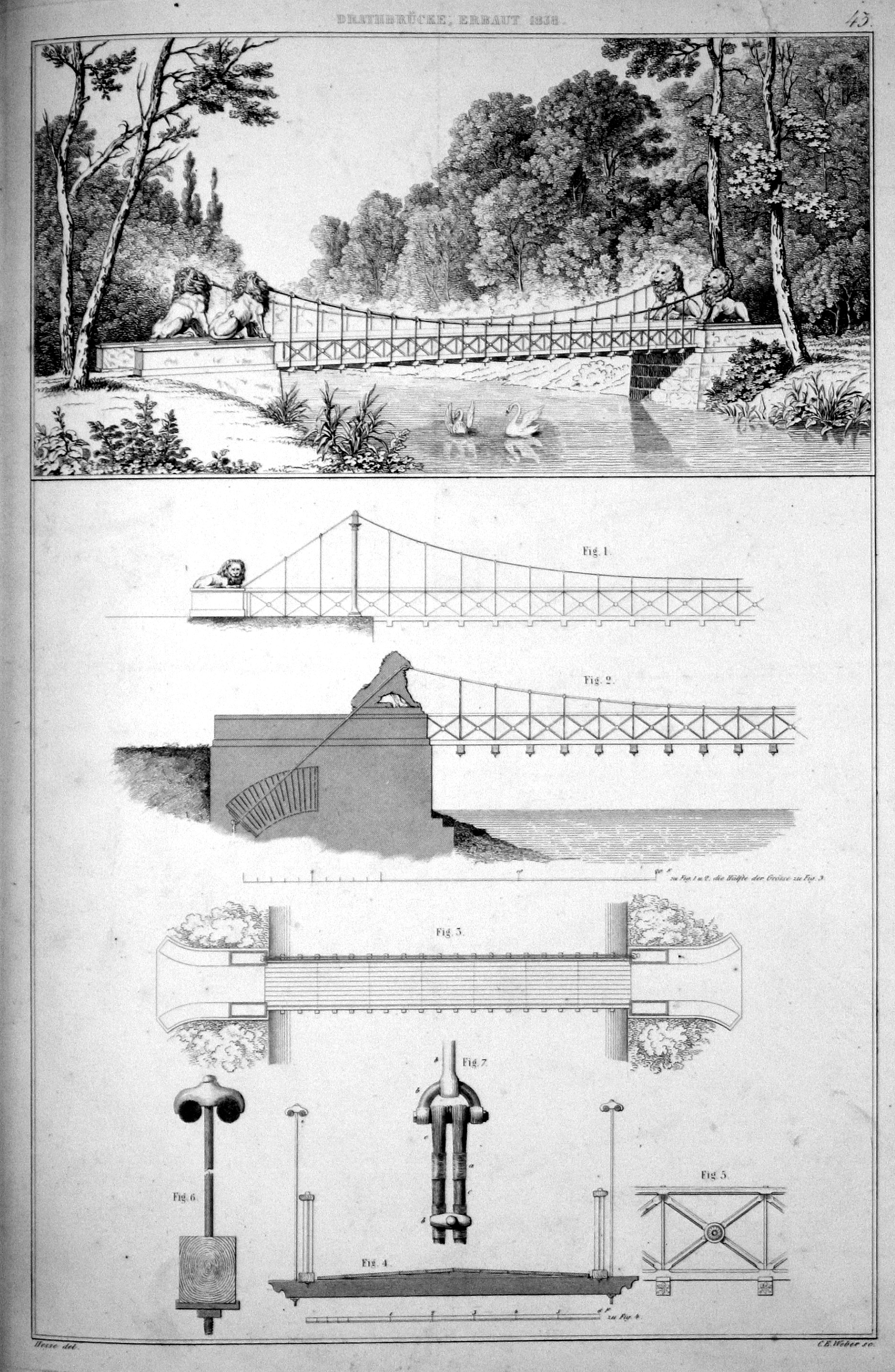
Vue, coupes, plan au sol et détails du Pont des Lions, publiés dans l'

- 1822–1823 Travaux de rénovation de la manufacture d'or et d'argent au 79 Wilhelmplatz (détruite en 1945)
- 1824–1830 Collaboration à la direction de la construction de l'église de Friedrichswerder d'après les plans de Karl Friedrich Schinkel
- 1828 et 1837-1839 Nouvelle construction des bâtiments de la Charité
- 1831–1832 Gestion de la construction pour le déplacement de l'Unterbaumbrücke, plus tard pont du Kronprinz (détruit en 1945, nouvelle construction 1992–1996) et sur le canal Koppen
- 1834 Rénovation du bâtiment central et de la nouvelle aile du château de Charlottenbourg
- 1834 Projet pour la tombe de Friedrich Schleiermacher, cimetière de la Trinité (division II) Berlin-Kreuzberg
- 1836 Construction d'un toit en fer sur l'entrepôt de la sucrerie Schickler (de), Stralauer Straße/angle Alexanderstraße. 13-17
- 1838 Pont des Lions (de) dans le Grand Tiergarten
- 1839-1840 Bâtiment principal de l'école vétérinaire, Luisenstraße (de) 56
- 1840–1842 Achèvement de la tombe de Frédéric Ancillon au cimetière français. Basé sur un dessin de Karl Friedrich Schinkel, exécuté par Christian Gottlieb Cantian (de)
- 1841-1842 Extension du mausolée dans le parc du château de Charlottenbourg avec une aile transversale, une abside et une nouvelle façade (ancienne façade déplacée vers l'île aux paons )
- 1865–1867 Hpital Elisabeth Diaconesse, Lützowstr. 24-26
- 1865–1875 Modifications et ajouts au château de Berlin

### Potsdam
- 1843–1844 Conversion de la laiterie dans le Nouveau Jardin, gestion de la construction basée sur un projet de Ludwig Persius
- 1843–1848 Aide à l'agrandissement des ailes latérales du palais de Marbre
- 1845–1849 Reconstruction du palais Barberini (de) sur l'Ancien Marché (de) avec Gustav Emil Prüfer, d'après un dessin de Ludwig Persius (détruit en 1945, reconstruit en 2015/16)
- 1845 Bulbe en verre sur la palmeraie de l'île aux Paons. Dessin probablement de Karl Friedrich Schinkel (détruit par un incendie majeur en 1880)

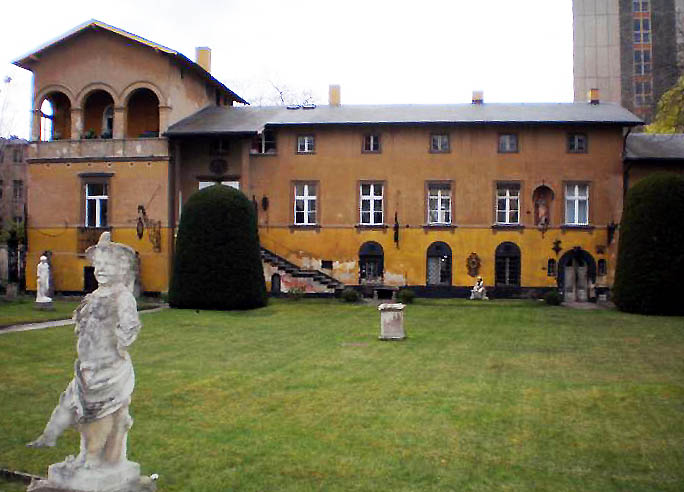
Villa Heydert

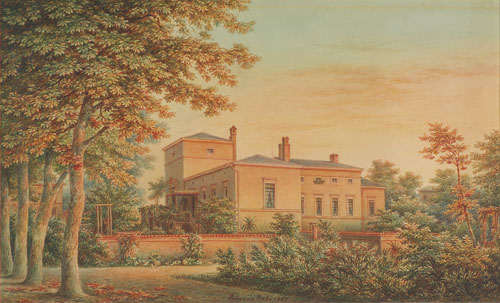
Bâtiment résidentiel à l'entrée du parc Charlottenhof (conversion 1846)

- 1846 Couronnement de créneaux sur le bâtiment de la caserne des uhlans de la Garde sur la Luisenplatz (de) (aujourd'hui : siège de la Mittelbrandenburgische Sparkasse (de))
- 1846/47 Ensemble de villas "Koch'sche Häuser", Jägerallee 28/29. Construit pour le compte du sculpteur, plâtrier et fabricant d'argile Friedrich Wilhelm Koch (1815-1889). Dans les années 1870 et 1880, rénovation et agrandissement par le maître maçon Rudolf Mangelsdorff (mort en 1921)
- Maison bavaroise (de) de 1847 sur le Schäfereiberg dans le parc animalier (de)
- 1847/48 Transformation du moulin. Conception par Ludwig Persius
- 1847–1849 Maison de vigneron sur le Mühlenberg au-dessus de la porte triomphale, Gregor-Mendel-Str. 25
- 1847–1863 Belvédère sur le Pfingstberg, dessins en collaboration avec Friedrich Wilhelm IV, Ludwig Persius et Friedrich August Stüler
- 1847–1862 Participation à la planification du projet de route de montagne (non réalisé)
- Immeuble résidentiel de 1849, Weinbergstr. 12
- 1849–1850 Conversion de l'ancienne maison des locataires du pont dans le Nouveau Jardin en une villa-tour, Behlertstr. 32
- 1850-1851 Porte triomphale (de) au pied du Mühlenberg, en collaboration avec Friedrich August Stüler
- vers 1850 Pièce d'eau en forme de petit temple à la porte triomphale. Figure d'une Danaïde (perdue) de Franz Woltreck (de)
- 1850 École près du domaine de la Couronne de Bornstedt
- 1850-1852 "Ancienne église de Neuendorf (de)" sur Neuendorfer Anger, Potsdam-Babelsberg, conception basée sur des croquis de Frédéric-Guillaume IV.
- Villa-tour de 1850 dans le style villa italienne pour le maître cuisinier Piechowski, Reiterweg 3
- 1853 Extension de la tour de la Villa Persius construite en 1837/38 (Villa Persius-Keller détruite en 1945, propriété à Hegelallee 29/angle de Schopenhauerstr. )
- 1854 Belvedere (Monopteros (de)) sur Kahler Berg près de Potsdam-Eiche
- 1854–1855 Fontaine à plusieurs niveaux avec un groupe de personnages sur la Luisenplatz (remplacée en 1903 par une statue de l'empereur Frédéric III avec une fontaine plus petite)
- 1854–1855[4] Conversion de la Villa Heydert (de) dans le style de villa italienne, Friedrich-Ebert-Str. 83
- 1855–1856 Maison de Maetzke, aujourd'hui "Hotel am Jägertor" (fortement modifiée), Hegelallee 11
- 1856 "Hermitage", An der Einsiedelei (dernière villa-tour de Potsdam dans le style italien)
- 1859–1860 Château de Lindstedt, dessins en collaboration avec Ludwig Persius, Friedrich August Stüler et Ferdinand von Arnim
- 1859/60 Conversion du moulin à chicorée en immeuble résidentiel, Schiffbauergasse 2–4 (aujourd'hui à côté du théâtre Hans-Otto (de))

### Parc de Sanssouci

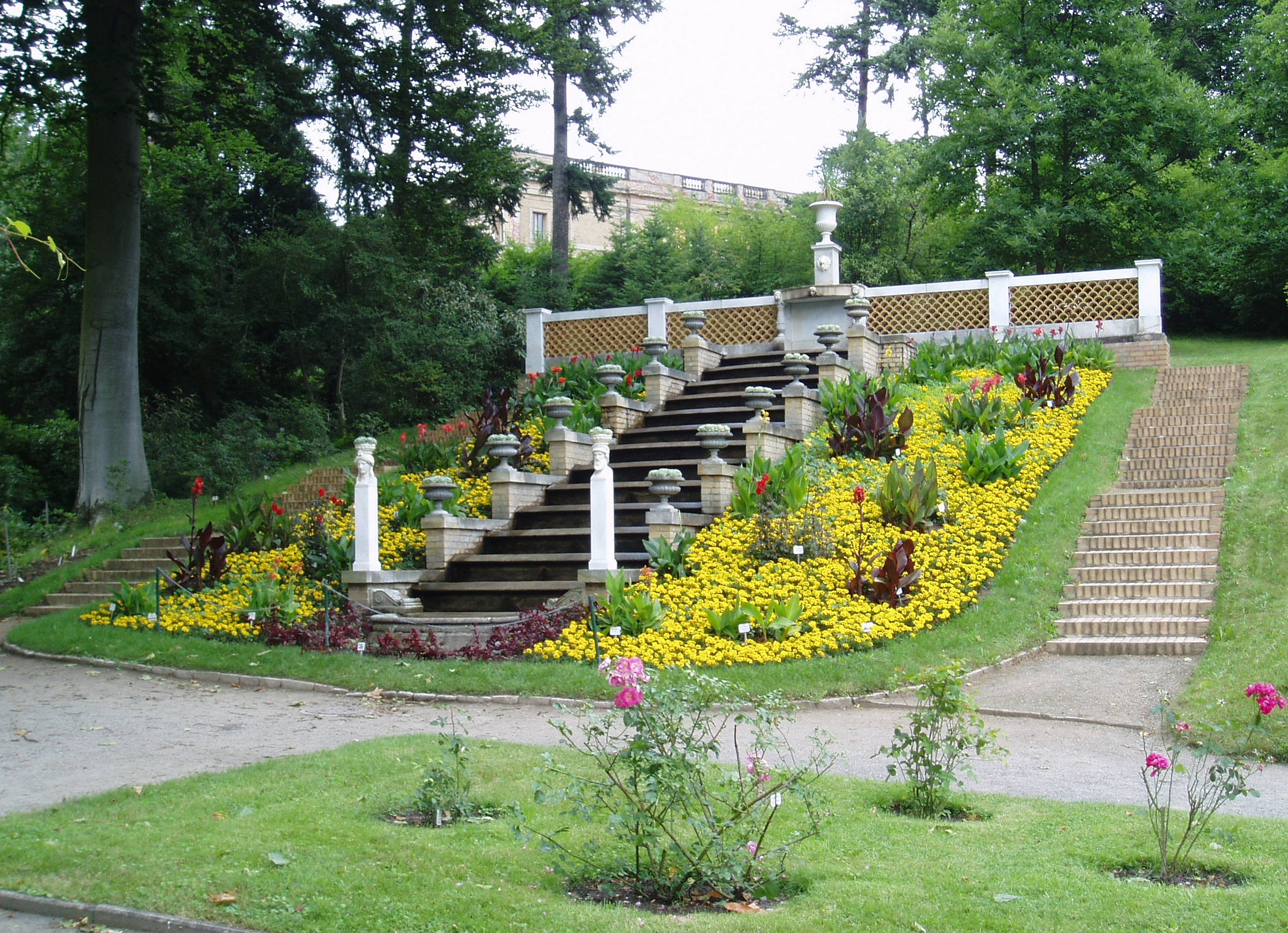
Cascade d'eau dans le jardin paradisiaque. En arrière-plan le pavillon d'angle ouest du château de l'Orangerie

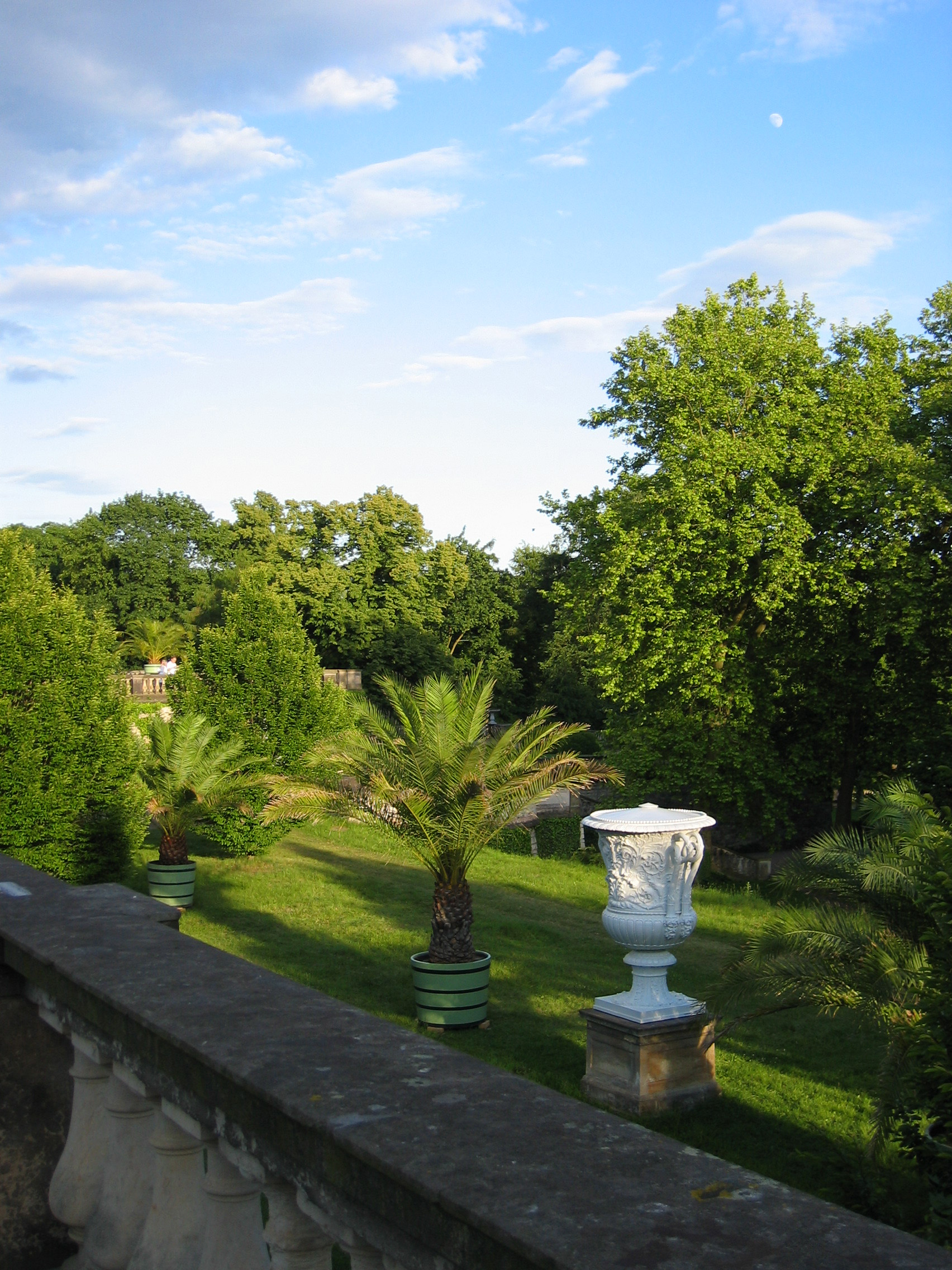
Vase monumental en zinc coulé de 1848. Depuis 1862 sur la terrasse médiane devant le Palais de l'Orangerie

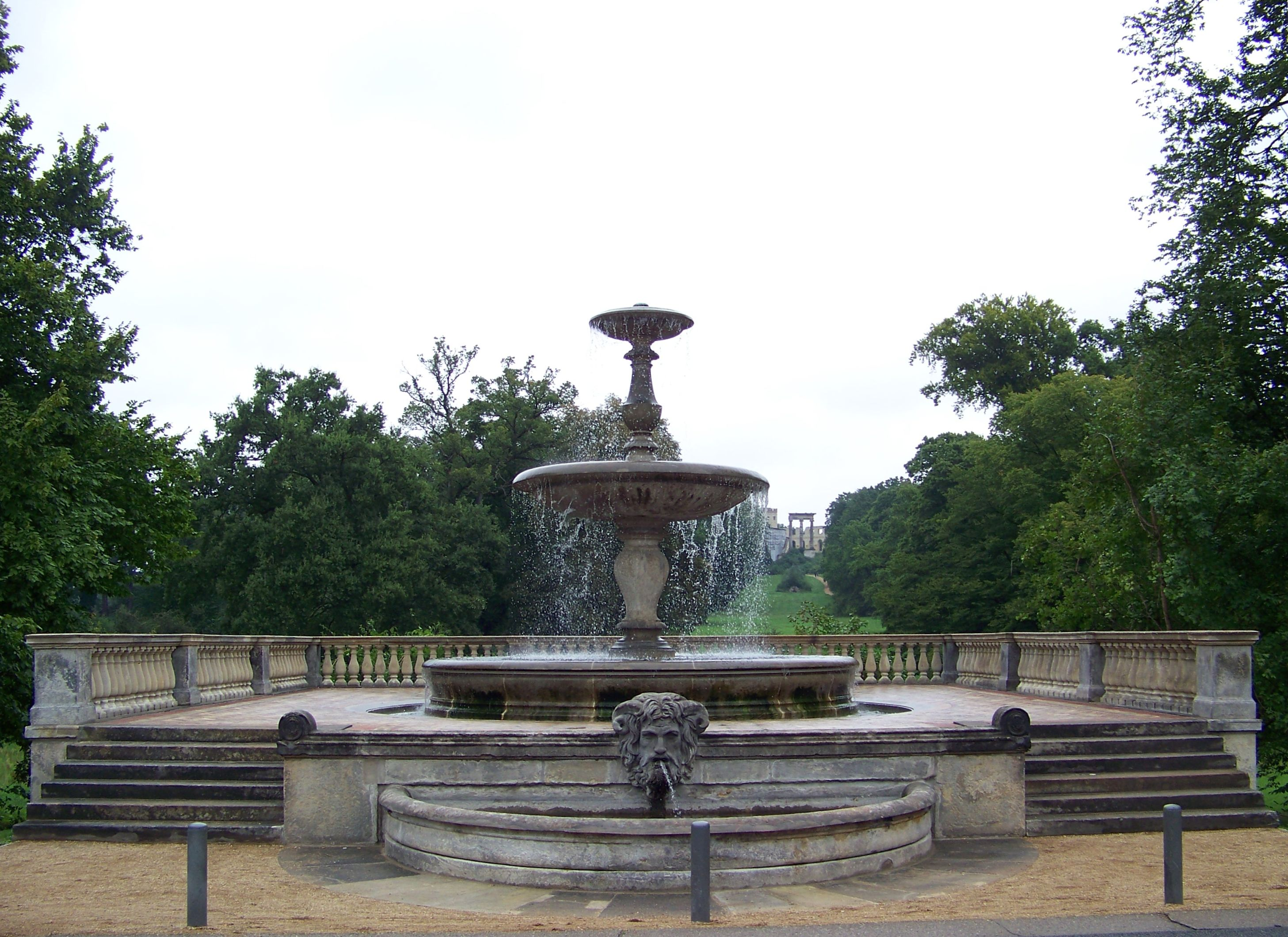
Le Rossbrunnen

- à partir de 1840 Travaux de réaménagement des nouvelles chambres (de)
- 1844–1846 Direction des travaux pour la transformation de la maison du potager en Villa Illaire, d'après les plans de Ludwig Persius
- 1845-1854 Église de la Paix dans le parc de Sanssouci, supervision des travaux avec Ferdinand von Arnim selon les plans de Ludwig Persius et Friedrich August Stüler ainsi que la crypte royale 1861-1864 et les portes de sortie : 1850-54 porte à piliers, 1851/52 Dreikönigstor sur Schopenhauerstraße et 1854 la grille verte (de)
- 1846 Cascade de marbre dans le jardin du paradis (de)
- 1846 Bâtiment résidentiel à l'entrée de la section Charlottenhof du parc de Sanssouci, aujourd'hui : Geschwister-Scholl-Strasse 35
- 1847 Transformation d'une maison dans la Maulbeerallee pour la veuve de l'architecte Ludwig Persius. Aujourd'hui bâtiment de l'institut de l'Université de Potsdam dans le jardin botanique
- 1847–1849 Moulin à côté du moulin historique de Sanssouci (de) d'après les plans de Ludwig Persius
- 1854 Colonne en verre blanc-bleu avec chapiteau en zinc coulé doré pour le jardin de Marly (de), l'île aux Roses dans le lac de Starnberg et l'île Tsarina dans le parc Colonist, Peterhof. Couronné de la figure en zinc coulé doré d'une jeune fille au perroquet (de) conçue par Heinrich Berges (de) et exécutée par Siméon Pierre Devaranne
- 1847–1850 Remodelage de la terrasse supérieure et sous la galerie de tableaux (de), etc. Dispositif d'eau avec baignoire en granit antique, fontaine à baldaquin, mur de putti, cascade et travaux de restauration de la grotte de Neptune (de)
- 1848 Huit bancs en marbre semi-circulaires autour de la grande fontaine à la cocarde à la française sous les terrasses du vignoble. Exécuté à Carrare.
- 1848 Quatre murs de fontaine en marbre au rez-de-chaussée sous les terrasses du vignoble. Exécuté à Carrare
- 1850 Reconstruction du bâtiment administratif du jardin sous le palais de Sanssouci (anciennement Résidence résidentielle et de fonction de Peter Joseph Lenné, aujourd'hui : Direction Palais et Jardin de la SPSG)
- 1851–1864 Château de l'Orangerie, en particulier l'agencement d'intérieur. Dessin de Frédéric-Guillaume IV, exécuté en collaboration avec Friedrich August Stüler
- 1852 Abreuvoir, dit "Rossbrunnen", sur la Maulbeerallee sous la cour principale du palais de Sanssouci. Dessiné par Hesse basé sur un croquis de Frédéric-Guillaume IV.
- Fontaine de grenouille de 1851, figurine de garçon (dessin de Stüler) et modèles de grenouille de Friedrich Wilhelm Dankberg (de) (supprimés peu après 1900)
- 1861-1862 Marstall sous le moulin historique (aujourd'hui : centre d'accueil)
- Dépôt de 1862 sous le moulin
- Différents modèles de vases en zinc. Deux exemplaires sont conservés sur la terrasse médiane devant le Palais de l'Orangerie. Exécution : Friedrich Wilhelm Dankberg, distribution : Simeon Pierre Devaranne

### Autres
- à partir de 1843 Château de Letzlingen en collaboration avec Friedrich August Stüler, 1865 maison cavalière, 1868/69 maison châtelaine
- 1868–1870 Rapports et travaux de restauration du château de Benrath, Düsseldorf
- Serre de 1871 et résidence de jardinier au château de Homburg à Bad Homburg vor der Höhe
- Dessins pour meubles, décorations de chambre et fonte